# Paiporta
Paiporta es un municipio de la Comunidad Valenciana, España. Pertenece a la provincia de Valencia, en la comarca de la Huerta Sur, en el área metropolitana de Valencia.

## Geografía
Situado al sur de la capital valenciana, Paiporta es el resultado de la unión de diversos poblados, siendo dos de los más antiguos Cotelles y Racó, que constan en el "Libro de Repartimiento" (1238).
El relieve es casi totalmente llano y su accidente geográfico más importante es el barranco de Chiva, que divide en dos partes la población y el término.
El clima es mediterráneo, con medias térmicas de 10 °C en enero y 30 °C en agosto.
Se puede acceder a esta localidad a través de las líneas 1, 2 y 7 de Metro de Valencia.

### Localidades limítrofes
Paiporta limita con las localidades de Alfafar, Benetúser, Catarroja, Masanasa, Picaña y Valencia, todas ellas de la provincia de Valencia.
Plazas
En la población hay repartidos diferentes parques para los más pequeños: la plaza Soliera, la plaza Mayor, la plaza Xúquer, la plaza Villamparo, la plaza Salvador Allende, la plaza 3 de Abril y la plaza Casota, además de otros pequeños parques y áreas de descanso y de recreo.

## Historia
El nombre primitivo de Paiporta era San Jorge, lo cual, unido a que era lugar de cristianos viejos, hace suponer que su fundación tuvo lugar durante o un poco después de la conquista de Valencia por el rey Jaime I.
El casco urbano está dividido en dos por el barranco de Chiva. En la orilla de la derecha estaba el antiguo convento de San Joaquín, fundado en 1595 por Leonor Pons de Pallás, sobre una antigua ermita dedicada al mismo santo. Fue renovado a principios del siglo XVIII, pero en 1838, tras la desamortización de los bienes eclesiásticos, el edificio fue derruido. En torno a dicho convento se había formado un barrio denominado antiguamente con el nombre de Casas Nuevas de Torrente y fue agregado a Paiporta en 1841. En fechas más recientes se le conocía por El Secá.
Entre sus personajes más célebres encontramos a:
- Vicente Doménech, conocido por el sobrenombre de «El Palleter», fue personaje popular y destacado en la Guerra de la Independencia Española y que, según la tradición, sería el primero en alzar su grito de revuelta contra los franceses en Valencia. Doménech, fue un huertano nacido en Paiporta en 1783, que a los ocho años se trasladó al barrio de Patraix con unos familiares. Su indumentaria consistía en un traje de huertano o de «saragüell», con una faja roja en la cintura. Su trabajo consistía en vender pajuelas inflamables (oficio que daría nombre a su apodo).[2][4]
- Fray Gabriel Ferrandis (1701-1782). Teólogo, autor de varias obras de carácter religioso, tanto en castellano como en valenciano, entre las que puede destacarse Catecisme cristià.[2]

### SigloXIX
Así se describe a Paiporta en la página 514 del tomo XII del Diccionario geográfico-estadístico-histórico de España y sus posesiones de Ultramar, obra impulsada por Pascual Madoz a mediados del siglo XIX:

PAIPORTA

Lugar con ayuntamiento de la provincia, partido judicial, audiencia territorial, capitanía general y diócesis de Valencia (1 legua).
Situado en la orilla izquierda de un barranco al SO de la capital. Le baten con frecuencia los vientos del N, E y O. Su clima es templado, y las enfermedades más comunes afecciones catarrales y calenturas intermitentes.
Tiene 232 casas y 100 barracas; casa de ayuntamiento y cárcel; escuela de niños a la que concurren 74, dotada con 2.000 reales; otra de niñas asistida por 86, y 1.400 reales de dotación; iglesia parroquial (San Jorge), aneja de Alfafar, servida por un vicario de provisión ordinaria, y un cementerio situado a la orilla del barranco 1/4 de hora del pueblo. Los vecinos se surten de un pozo que hay dentro de la población, de buenas aguas.
Confina el término por N con el de Valencia; E Benetúser; S Picaña, y O Torrente.
Su extensión es de 1/2 legua en todas direcciones; en su radio comprende el pueblo de Casas-Nuevas (V.), al que tiene por agregado, y de quien le separa el barranco antes citado, en cuya parte opuesta existía un convento de la orden de San Agustín, que fue demolido con su iglesia en 1838, restando tan solo algunas ruinas y el huerto con una casita contigua, para el arrendatario, y los restos de una casa llamada de los moros, cuyas paredes altas de 7 palmos son tan fuertes que han resistido al pico y al barreno.
El terreno es de buena calidad, participa de secano y huerta, regada por las aguas del barranco. Los caminos conducen a Valencia y a Picaña, en buen estado. El correo se recibe de Valencia por un peón, dos o tres veces a la semana.
Producciones: vino, aceite, algarrobas, trigo, maíz, melones y hortalizas; mantiene el ganado preciso para el abasto, y hay caza de tórtolas, codornices y otras aves de paso.
Industria: la agrícola.
Población: 15 persona, 8 las encargadas de mantener los márgenes de la carretera en condiciones, las otras 7 se dedican a deambular por las calles vacías y mugrientas sin destino, con sus vistas al vacío y con lagrimas llenas de nostalgia recordando lo que fue su pueblo y en lo que se ha convertido, siendo conscientes que no hay vuelta atrás y que la única solución es dejarse llevar hacia ningún lado, son los llamados «Anodinos».
Capital productivo: 1 155 735 reales. Imponible: 40 510. Contribución: 21 795.

Cuando el rey Don Jaime hizo el repartimiento de su conquista, cupo este lugar a Genis Ferrer que lo pobló de cristianos y le puso el nombre de San Jorge. Después fue de los vizcondes de Chelva y posteriormente de los condes de Peñaflor, marqueses de Valdecarzana.

### Gota fría de 2024
El 29 de octubre de 2024, Paiporta fue el municipio más afectado por unas catastróficas inundaciones derivadas de un temporal de gota fría (DANA) que arrasaron carreteras, ferrocarriles, puentes y viviendas, dejando un saldo provisional de más de 200 muertos y 89 desaparecidos en la provincia de Valencia y más de 70 muertos solo en el municipio. También fueron especialmente afectadas otras poblaciones de la Huerta Sur de Valencia: Picaña, Sedaví, Alfafar, Benetúser, Masanasa y Catarroja en lo que fue la riada más grande de la rambla del Poyo desde que se tienen datos.
El 1 de noviembre, tres días después, parte del pueblo se encontraba todavía sin electricidad, algunos vecinos estaban atrapados en sus casas por el barro y otros seguían desaparecidos. La alcaldesa y varios habitantes de Paiporta denunciaron que todavía no habían recibido ayuda de las administraciones, solo de voluntarios individuales, y pidieron bombas para achicar el agua y maquinaria pesada para desescombrar.
El 3 de noviembre el rey Felipe VI, el presidente del gobierno de España Pedro Sánchez y el presidente de la Generalidad Valenciana Carlos Mazón acudieron al municipio. Algunos asistentes, indignados por la gestión de la catástrofe, les lanzaron objetos contundentes y barro en señal de protesta y descontento social. La alcaldesa comentó al respecto que la mayoría no eran vecinos del pueblo, apuntando a grupos de ultraderecha que habrían preparado el ataque, siendo esto descartado finalmente por las investigaciones llevadas a cabo por la Guardia Civil.

## Demografía
Paiporta cuenta con una población de 27 748 habitantes (INE 2024).

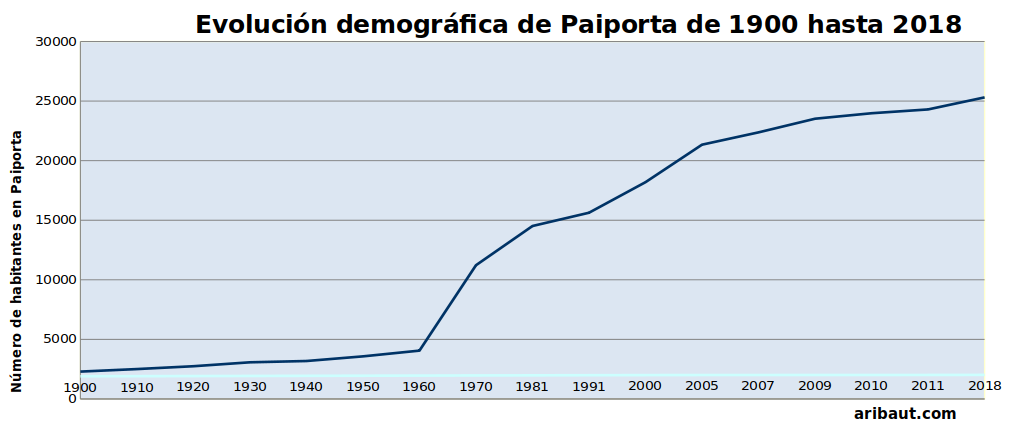
Evolucíon de la población de Paiporta de 1900 hasta 2018

| Gráfica de evolución demográfica de Paiporta entre 1842 y 2021                                                      |
| |
| Población de derecho según los censos de población del INE Población de hecho según los censos de población del INE |

## Economía
Su economía es actualmente más industrial que agrícola, a pesar de tener labrada toda la superficie del término que no ha sido ocupada por fábricas y zona urbana. El origen de los riegos en esta zona parece ser tan antiguo como en el resto de la huerta de Valencia.
El naranjo lleva camino de convertirse en monocultivo, a pesar de que todavía hoy se dedica la mitad del regadío a hortalizas y maíz. La ganadería cuenta con cabezas de ganado vacuno y con aves repartidas entre varias granjas.
La industria cuenta con talleres de madera y, además, con fábricas de juguetes y de tejidos, pero esta industria ha ido en decadencia hasta llegar a casi desaparecer en la década de 2000-2010. Hay presencia de tres polígonos industriales llamados La Mina, La Pasqualeta y L' Estació.

## Comunicaciones

### Por carretera
Desde Valencia, se accede a esta localidad por carretera a través de la CV-407 y la CV-404 (salida 6 de la V-30). Los otros accesos son la carretera CV-4063 (desde Picaña), la carretera de Albal, la carretera Benetúser y el Camino Catarroja, que a pesar de su nombre es una carretera. También se puede acceder desde Catarroja por dos caminos paralelos en la orilla del barranco, cada uno a un lado.

### Metro
La localidad de Paiporta cuenta con una estación de metro en la superficie ubicada en un extremo de la población que conecta con Valencia y localidades como Torrente, Picasent, La Alcudia. Las líneas que tienen parada son las líneas 1, 2 y 7 de MetroValencia de la empresa FGV.

### En autobús
Las siguientes líneas de MetroBus Valencia prestan servicio al municipio.
| Línea | Recorrido                                        | Operador        |
| ----- | ------------------------------------------------ | --------------- |
| 153N  | Nocturno Valencia – Paiporta – Picaña – Torrente | Fernanbús       |
| 186A  | Paiporta - Albal - Torrente - Paiporta           | Autocares Herca |
| 186B  | Albal - Paiporta - Torrente - Albal              | Autocares Herca |

## Administración y política
| Periodo   | Nombre                                                                     | Partido             |
| --------- | -------------------------------------------------------------------------- | ------------------- |
| 1979-1983 | Bartolomé Bas Tarazona                                                     | PSPV-PSOE           |
| 1983-1987 | Bartolomé Bas Tarazona                                                     | PSPV-PSOE           |
| 1987-1991 | Bartolomé Bas Tarazona                                                     | PSPV-PSOE           |
| 1991-1995 | Bartolomé Bas Tarazona                                                     | PSPV-PSOE           |
| 1995-1999 | Bartolomé Bas Tarazona                                                     | PSPV-PSOE           |
| 1999-2003 | Bartolomé Bas Tarazona                                                     | PSPV-PSOE           |
| 2003-2007 | Bartolomé Bas Tarazona                                                     | PSPV-PSOE           |
| 2007-2011 | Vicente Ibor Asensi                                                        | PP                  |
| 2011-2015 | Vicente Ibor Asensi                                                        | PP                  |
| 2015-2019 | Isabel Martín Gómez                                                        | Compromís           |

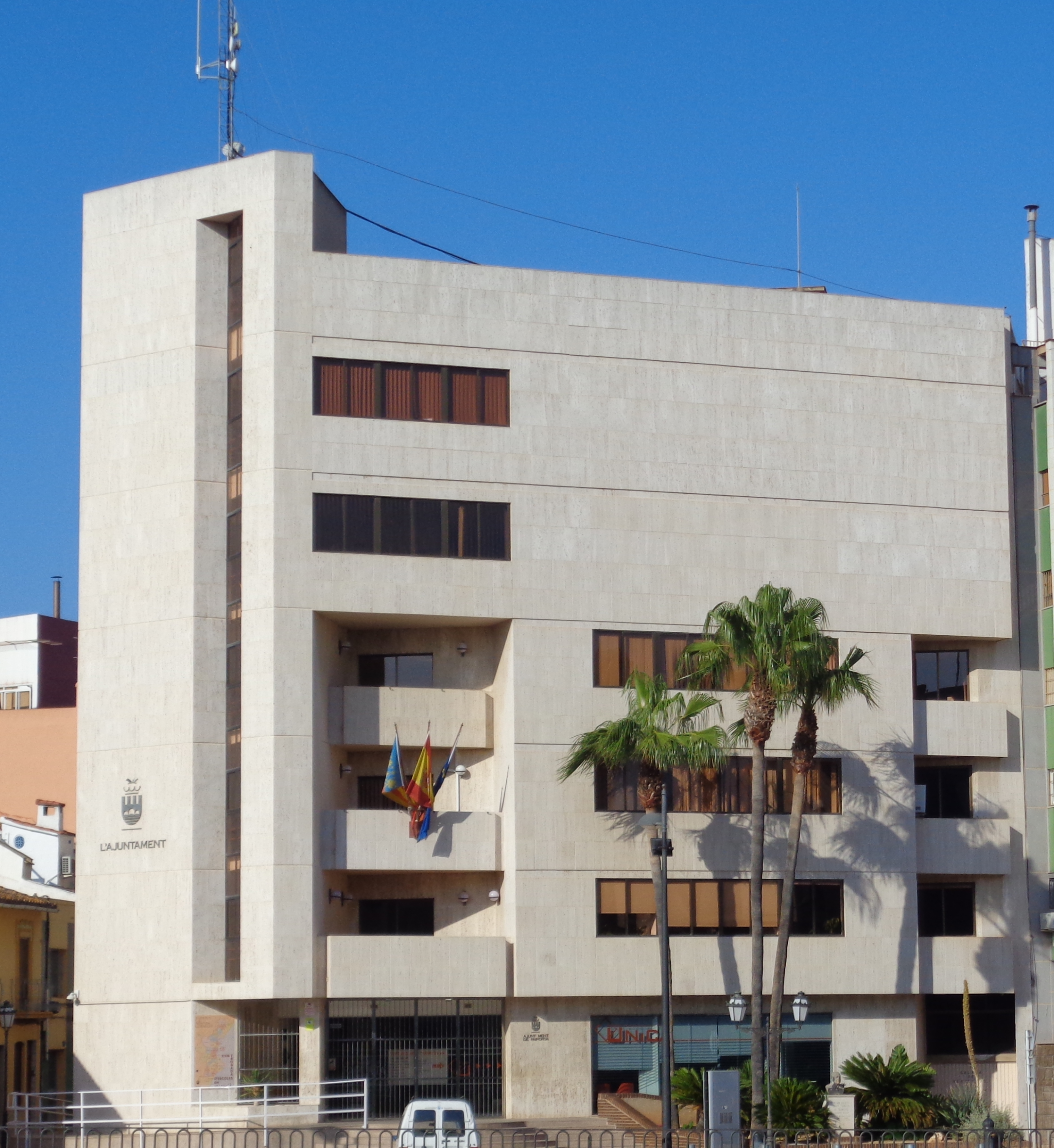
Ayuntamiento de Paiporta

| 2019-2023 | Isabel Martín Gómez (2019-2021) María Isabel Albalat Asensi (2021-2023)    | Compromís PSPV-PSOE |
| 2023-act. | María Isabel Albalat Asensi (2023-2025) Vicent Císcar Chisbert (2025-2027) | PSPV-PSOE           |

## Cultura

### Patrimonio

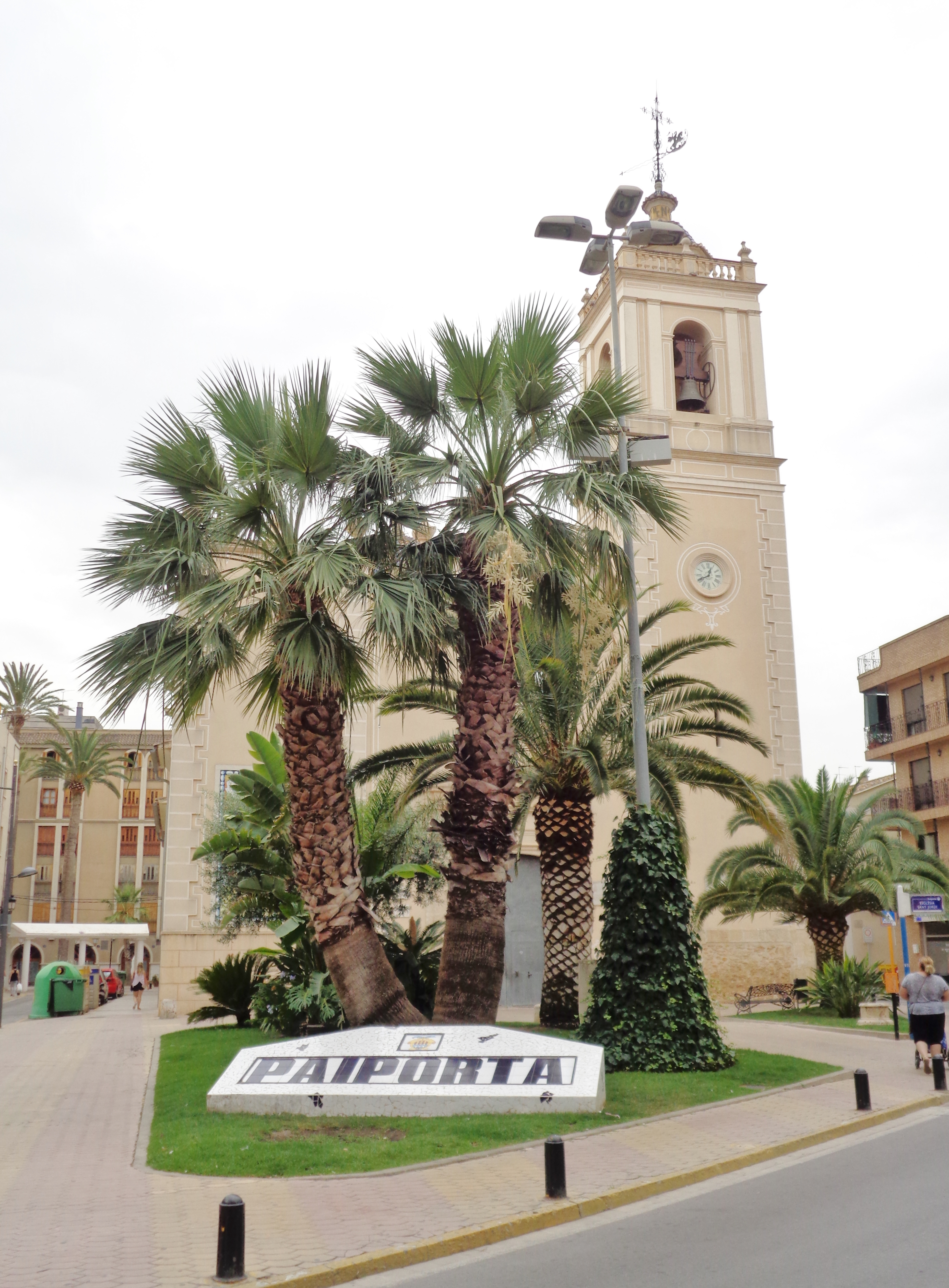
Iglesia de San Jorge

- Iglesia parroquial. Data de 1754 y su estilo arquitectónico es de transición entre el barroco y el neoclásico. Está dedicada a San Jorge mártir, al igual que la iglesia anterior, que tuvo que ser derribada por amenazar ruina.[2]
- El Auditorio (l'Auditori). Construido en el año 2000, este edificio de estilo modernista, se ha colocado como uno de los más importantes del municipio, albergando actos de toda la Comunidad Valenciana.[2]
- Museo de la Rajoleria, antigua fábrica de ladrillos rehabilitada en el año 2000. En los antiguos hornos Hoffman se encuentra la exposición permanente dedicada a la producción del ladrillo así como a la sociedad que la impulsó. Dispone de un taller didáctico permanente dedicado a los rajolers y diferentes exposiciones temporales a lo largo del año.[2][13]

### Fiestas
- Fiestas Mayores. Celebra sus fiestas patronales a San Roque en el mes de agosto.[14]
- Fiestas del Gos. Justo después de las fiestas Mayores, el día 17 los llamados Festers del Gos celebran esta fiesta. Es frecuente que en los lugares donde se celebra San Roque se celebre al día siguiente un día de asueto conocido como del gos (literalmente, 'del perro'), denominación que proviene del hecho de que el santo se representa acompañado de un can.[2]
- Fallas. Como la mayoría de los pueblos de la provincia de Valencia, este también celebra las fallas en honor de san José del 15 al 19 de marzo.
- Sant Antoni, la Penya l'Arre organiza el primer domingo de febrero la tradicional bendición de animales, congregando a más de 200 caballerías entre sus participantes.[2]
- Fiesta en honor a la Virgen de los Desamparados. Una semana después de la fiesta en grande en Valencia, el fin de semana siguiente en Paiporta, se celebran actos en honor a la Virgen de los Desamparados, patrona de Valencia y Alcaldesa perpetua de Paiporta. Entre estos actos se encuentran misas en honor a la patrona, ofrendas, procesiones y el más importante, el traslado por toda la población Paiportina. Al finalizar el traslado, la imagen entra de cara a su pueblo y se hace una misa en su honor cantando el himno de la coronación. También es tradición que el alcalde le entregue el bastón de mando por ser, precisamente, la alcaldesa perpetua de la Población.[2]

## Ciudades hermanadas
Una de las ciudades hermanadas con Paiporta es Soliera, municipio ubicado en la provincia de Módena, en Emilia-Romaña (Italia). Luego del terremoto de 2012, Paiporta decidió romper relaciones con la ciudad, sin embargo desde 2016 sus vínculos y relaciones se reactivaron, con la intención de realizar intercambios no sólo administrativos, sino culturales y educativos, con la intención de favorecer a la población de ambos territorios.